# مورلي غارفيلد كيلي
مورلي غارفيلد كيلي (بالإنجليزية: Marley G. Kelly)‏ هو سياسي أمريكي، ولد في 4 مايو 1892 في الولايات المتحدة، وتوفي في 10 أكتوبر 1956. حزبياً، نشط في الحزب الديمقراطي. وقد انتخب عضو مجلس ولاية ويسكونسن.